# Heterangaeus spectabilis
Heterangaeus spectabilis is een tweevleugelige uit de familie Pediciidae. De soort komt voor in het Palearctisch gebied.